# Cour de l'Ontario
La Cour de l'Ontario (Court of Ontario) est le titre juridique officiel décrivant la combinaison des deux tribunaux de première instance de l'Ontario - la Cour supérieure de justice de l'Ontario et la Cour de justice de l'Ontario.
À la suite des modifications apportées à la Loi sur les tribunaux judiciaires de l'Ontario qui sont entrées en vigueur en 1999, la Cour de l'Ontario est le prolongement du tribunal anciennement connu sous le nom de «Cour de justice de l'Ontario».
Bien que la Cour supérieure de justice et la Cour de justice de l'Ontario soient officiellement des divisions de la Cour de l'Ontario, les deux tribunaux ont des règles, des pouvoirs et des compétences différents, et leurs juges sont nommés par différents paliers de gouvernement. En pratique, la Cour supérieure de justice et la Cour de justice de l'Ontario fonctionnent comme des tribunaux distincts, mais en vertu de la loi, elles sont formellement des divisions de la Cour de l'Ontario.